# Stora Hålevatten (Tölö socken, Halland)
Stora Hålevatten är en sjö i Kungsbacka kommun i Halland och ingår i Rolfsåns huvudavrinningsområde. Sjön är 7,3 meter djup, har en yta på 0,04 kvadratkilometer och befinner sig 104 meter över havet.